# Amerikansk stör
Amerikansk stör (Acipenser fulvescens) är en art av släktet Acipenser som finns i Nordamerika. Till skillnad från många andra störar tillbringar den hela sitt liv i sötvatten.

## Utseende
Den amerikanska stören är en långsmal fisk med spetsig nos och en kropp täckt av 5 rader benplattor. Den saknar fjäll, men har huden försedd med hudtänder som ger den ett sandpapperliknande utseende. Ryggfenan är placerad långt bak, just före den hajliknande stjärtfenan. Nosen är lång, och har en liten, tandlös mun med tjocka läppar som den kan använda till att suga upp föda med. Framför munnen sitter 4 skäggtömmar. Rygg och sidor är mörka, och kontrasterar skarpt mot den vitaktiga buken. Som mest kan den bli 274 cm lång och väga 125 kg, men det är sällan den blir så stor.

## Vanor
Arten är en bottenfisk, som föredrar stora floder och sjöar med ren sand- eller grusbotten. Strömförhållandena kan variera. men den tenderar att undvika helt stillastående vatten. Den har dålig syn, och lokaliserar födan främst med hjälp av skäggtömmarna kring munnen. Den har dessutom smaklökar utanpå munnen, något som hjälper den vid födosöket. Maten består av olika bottenlevande djur som insektslarver, maskar, kräftor, snäckor och småfisk. Arten kan bli gammal, över 100 år. Rekordet hade en individ som fångades 1953 och uppskattades vara 152 år.

### Fortplantning
Den amerikanska stören mognar sent; hanen blir könsmogen mellan 15 och 20 års ålder, honan vid en ålder på 20 till 25 år. Leken äger rum på våren, när vattnet når upp till en temperatur av 9 till 15 °C. Hanarna leker mellan varje och vart 4:e år, honorna mellan vart 3:e och vart 7:e. Lekplatserna, dit deltagarna vandrar, utgörs av sjöstränder med ren grusbotten, vanligen på ett djup mellan 5,4 och 6 m. Äggen, som är små (0,25 mm), svarta och klibbiga kläcks efter 3 till 7 dygn.

## Utbredning
Utbredningsområdet omfattar USA och Kanada i Mississippis, Saint Lawrenceflodens och Saskatchewanflodens avrinningsområden, i floder som mynnar ut i Hudson Bay och James Bay, i Stora sjöarna samt i Champlainsjön.

## Kommersiell användning
Arten fiskas framför allt för rommen, som används till kaviar, men också för köttet. Sedan slutet av 1800-talet utsattes den för ett intensivt fiske som gjorde att den var nästan försvunnen i slutet på 1950-talet. Idag har förhållandena förbättrats och populationen växer, och den är därför klassificerad som livskraftig ("LC") av IUCN. Så sent som 1996 betraktades den emellertid ännu som sårbar ("VU").